# Automeris denudata
Automeris denudata är en fjärilsart som beskrevs av Eugène Louis Bouvier 1930. Automeris denudata ingår i släktet Automeris och familjen påfågelsspinnare. Inga underarter finns listade i Catalogue of Life.